# Naturbahnrodel-Weltcup 1996/97
Der Naturbahnrodel-Weltcup 1996/97 wurde in drei Disziplinen und in jeweils sechs Saisonrennen ausgetragen.

## Damen-Einsitzer

### Ergebnisse
| Datum                     | Ort                    | Siegerin          | Zweite            | Dritte            |
| ------------------------- | ---------------------- | ----------------- | ----------------- | ----------------- |
| 20. bis 22. Dezember 1996 | Rautavaara             | Elvira Holzknecht | Sandra Mariner    | Sonja Steinacher  |
| 17. bis 19. Januar 1997   | Szczyrk                | Sonja Steinacher  | Sandra Mariner    | Simona Martin     |
| 22. bis 24. Januar 1997   | Toblach                | Christa Gietl     | Sonja Steinacher  | Ljubow Panjutina  |
| 25. bis 26. Januar 1997   | Toblach                | Ljubow Panjutina  | Sonja Steinacher  | Simona Martin     |
| 7. bis 9. Februar 1997    | Obach                  | Ljubow Panjutina  | Sonja Steinacher  | Elvira Holzknecht |
| 14. bis 16. Februar 1997  | Garmisch-Partenkirchen | Ljubow Panjutina  | Elvira Holzknecht | Simona Martin     |

### Weltcupendstand
| Rang | Name              | Punkte |
| ---- | ----------------- | ------ |
| 1    | Sonja Steinacher  | ?      |
| 2    | Ljubow Panjutina  | ?      |
| 3    | Simona Martin     | ?      |
| 4    | Sandra Mariner    | ?      |
| 5    | Elvira Holzknecht | ?      |
| 6    | Christa Gietl     | ?      |

Insgesamt gewannen 23 Rodlerinnen Weltcuppunkte.

## Herren-Einsitzer

### Ergebnisse
| Datum                     | Ort                    | Sieger            | Zweiter           | Dritter         |
| ------------------------- | ---------------------- | ----------------- | ----------------- | --------------- |
| 20. bis 22. Dezember 1996 | Rautavaara             | Manfred Gräber    | Georg Eberharter  | Martin Gruber   |
| 17. bis 19. Januar 1997   | Szczyrk                | Martin Gruber     | Anton Blasbichler | Gerhard Pilz    |
| 22. bis 24. Januar 1997   | Toblach                | Anton Blasbichler | Martin Gruber     | Reinhard Gruber |
| 25. bis 26. Januar 1997   | Toblach                | Martin Gruber     | Reinhard Gruber   | Gerhard Pilz    |
| 7. bis 9. Februar 1997    | Obach                  | Anton Blasbichler | Stefan Karner     | Martin Gruber   |
| 14. bis 16. Februar 1997  | Garmisch-Partenkirchen | Anton Blasbichler | Martin Gruber     | Gerhard Pilz    |

### Weltcupendstand
| Rang | Name                         | Punkte |
| ---- | ---------------------------- | ------ |
| 1    | Anton Blasbichler            | ?      |
| 2    | Martin Gruber                | ?      |
| 3    | Manfred Gräber               | ?      |
| 4    | Georg Eberharter             | ?      |
| 5    | Robert Tomelitsch            | ?      |
| 6    | Gerhard Pilz Reinhard Gruber | ?      |

Insgesamt gewannen 50 Rodler Weltcuppunkte.

## Doppelsitzer

### Ergebnisse
| Datum                     | Ort                    | Sieger                           | Zweiter                          | Dritter                          |
| ------------------------- | ---------------------- | -------------------------------- | -------------------------------- | -------------------------------- |
| 20. bis 22. Dezember 1996 | Rautavaara             | Reinhard Beer Herbert Kögl       | Helmut Ruetz Andi Ruetz          | Martin Psenner Anton Blasbichler |
| 17. bis 19. Januar 1997   | Szczyrk                | Martin Schneebauer Peter Lechner | Roland Niedermair Hubert Burger  | Helmut Ruetz Andi Ruetz          |
| 22. bis 24. Januar 1997   | Toblach                | Reinhard Beer Herbert Kögl       | Martin Psenner Anton Blasbichler | Helmut Ruetz Andi Ruetz          |
| 25. bis 26. Januar 1997   | Toblach                | Reinhard Beer Herbert Kögl       | Helmut Ruetz Andi Ruetz          | Roland Niedermair Hubert Burger  |
| 7. bis 9. Februar 1997    | Obach                  | Helmut Ruetz Andi Ruetz          | Reinhard Beer Herbert Kögl       | Martin Schneebauer Peter Lechner |
| 14. bis 16. Februar 1997  | Garmisch-Partenkirchen | Martin Psenner Christian Hafner  | Helmut Ruetz Andi Ruetz          | Roland Niedermair Hubert Burger  |

### Weltcupendstand
| Rang | Name                                     | Punkte |
| ---- | ---------------------------------------- | ------ |
| 1    | Reinhard Beer – Herbert Kögl             | ?      |
| 2    | Helmut Ruetz – Andi Ruetz                | ?      |
| 3    | Martin Schneebauer – Peter Lechner       | ?      |
| 4    | Roland Niedermair – Hubert Burger        | ?      |
| 5    | Marcin Pawlus – Andrzej Laszczak         | ?      |
| 6    | Jacek Andrzejewski – Michał Andrzejewski | ?      |

Insgesamt gewannen 13 Doppelsitzer Weltcuppunkte.

## Nationenwertung
| Rang | Land        | Punkte |
| ---- | ----------- | ------ |
| 1    | Italien     | ?      |
| 2    | Österreich  | ?      |
| 3    | Polen       | ?      |
| 4    | Deutschland | ?      |
| 5    | Slowenien   | ?      |
| 6    | Finnland    | ?      |

Insgesamt gewannen Rodler aus zwölf Nationen Weltcuppunkte.